# Montoro (Italië)
Montoro is een gemeente in de Italiaanse provincie Avellino, in de regio Campanië en telt 19.195 inwoners (2022). De oppervlakte bedraagt 40,15 km², en de bevolkingsdichtheid is 490 inwoners per km².

## Geschiedenis
Montoro werd op 3 december 2013 opgericht na een referendum, door samenvoeging van de gemeenten Montoro Inferiore en Montoro Superiore. In 2015 kreeg Montoro door een decreet van president Sergio Mattarella de status van stad.

## Geografie
Montoro ligt op ongeveer 190 meter boven zeeniveau, en grenst aan de gemeenten Bracigliano, Calvanico, Contrada, Fisciano, Forino, Mercato San Severino en Solofra. De gemeente bestaat uit 15 dorpen en gehuchten (frazione): 
- Montoro Inferiore: Borgo, Figlioli, Misciano, Piano (gemeentehuis, ook wel Montoro genoemd), Piazza di Pandola, Preturo, San Bartolomeo, San Felice.
- Montoro Superiore: Aterrana, Banzano, Caliano, Chiusa, San Pietro, Sant'Eustachio, Torchiati (voormalig gemeentehuis).

## Galerij van afbeeldingen

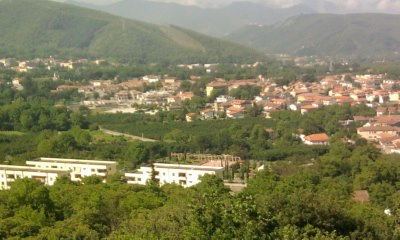
Uitzicht op Sant'Eustachio en San Pietro
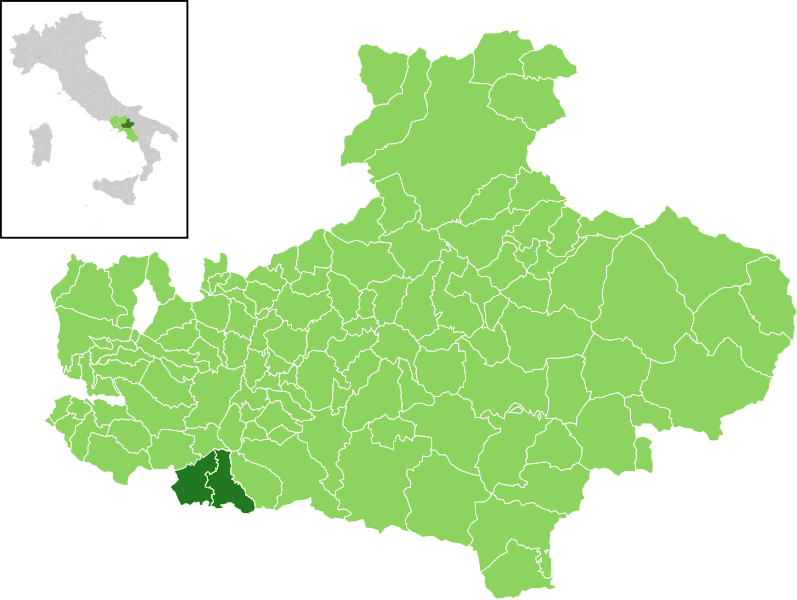
Locatie van Montoro in Avellino